# Галликано
Галлика́но (итал. Gallicano) — коммуна в Италии, располагается в регионе Тоскана, в провинции Лукка.
Население составляет 3794 человека (2008 г.), плотность населения составляет 126 чел./км². Занимает площадь 30 км². Почтовый индекс — 55027. Телефонный код — 0583.
Покровителем коммуны почитается святой апостол Иаков Старший, празднование 25 июля.

## Демография
Динамика населения:

## Администрация коммуны
- Официальный сайт: https://web.archive.org/web/20060207022805/http://www.comune.gallicano.lu.it/